# Berrhaea
Berrhaea là một chi bướm đêm thuộc họ Noctuidae.